# S.O.S. Love – Az egymillió dolláros megbízás
Az S.O.S. Love – Az egymillió dolláros megbízás 2011-ben bemutatott magyar–amerikai–angol–orosz koprodukcióban készült romantikus filmvígjáték, melyet Sas Tamás rendezett. A főbb szerepekben Hujber Ferenc, Árpa Attila, C. J. Thomason, Hevér Gábor, Daryl Hannah és Billy Zane látható. A cselekmény lazán kapcsolódik a szintén Sas által rendezett 2007-es S.O.S. szerelem! című romantikus filmhez. Az S.O.S. Love angol nyelvű, újravágott változatát 2013-ban mutatták be az amerikai mozikban, Lovemakers címmel.

## Rövid történet
Az új tulajdonosokkal rendelkező S.O.S Love randicégnek ezúttal egy gazdag gyémántkereskedő húgát kell összehozniuk egy küszködő amerikai színésszel.

## Cselekmény
Az előző film óta Marci és Ricsi vezeti az S.O.S Love randicéget, mely gazdag ügyfeleiknek segít párt találni. Maxim, az gazdag orosz gyémántkereskedő húga, Zoya halálosan szerelmes Jake Griffin amerikai sztárba. Maxim felkeresi a randicéget és visszautasíthatatlan ajánlatot tesz: egymillió dollárt fizet, amennyiben a cég emberei Los Angelesbe repülnek és összehozzák Griffint Zoyával. A repülőtéren a csapat egyik tagja és a cég alkalmazottja, Öcsi elveszíti minden költőpénzüket, ezután Öcsi rokona, Mimi fogadja be őket Los Angeles-i hajlékába. Mimi egy hasonmásokat közvetítő céget vezet, ezért Marciék – többszöri kudarcba fulladt próbálkozás után – kiötölnek egy tervet egy ál-Jake Griffin felkutatására, amivel átverhetik megbízójukat.
Eközben Jake Magyarországon forgatott filmjének munkálatai félbeszakadnak, a szakmai kudarc előtt álló férfi jelentkezik Marciék hasonmás meghallgatására és megnyeri azt. A színész vissza akar jutni Európába és befejezni a filmjét. Magyarországra érve a randicég először egy direkt erre a célra megnyitott étteremben alkalmazza Zoyát, mint pincérnőt, azzal az ígérettel, hogy Jake is ott fog ebédelni. Amikor a terv nem válik be, elvállalják Jake forgatásának befejezését, ami alatt Jake és Zoya egymásba szeret.
Zoya megtalálja Jake szerződését és azt hiszi, a férfi csupán a sztár hasonmása, aki játszadozott az érzéseivel. A film végére mégis összejönnek, a cég pedig megkapja az egymillió dolláros jutalmat.

## Szereplők
| Színész         | Szerep       | Magyar hang    |
| --------------- | ------------ | -------------- |
| Hujber Ferenc   | Marci        | saját hangján  |
| Árpa Attila     | Ricsi        | saját hangján  |
| Hevér Gábor     | Öcsi         | saját hangján  |
| Daryl Hannah    | Mimi         | Pikali Gerda   |
| Billy Zane      | Ed Schaeffer | Epres Attila   |
| Kovács Patrícia | Betti        | saját hangján  |
| Szinetár Dóra   | Cynthia      | saját hangján  |
| C. J. Thomason  | Jake Griffin | Dolmány Attila |
| Christine Kelly | Zoya         | Gáspár Kata    |